# Al Fleming
Albert "Al" Fleming Jr. (Chicago, 5 de abril de 1954-Michigan City, 14 de mayo de 2003) fue un jugador de baloncesto estadounidense que jugó una temporada en la NBA y otra más en la liga italiana. Con 2,00 metros de estatura, lo hacía en la posición de ala-pívot.

## Trayectoria deportiva

### Universidad
Jugó durante cuatro temporadas con los Wildcats de la Universidad de Arizona, en las que promedió 15,5 puntos y 10,4 rebotes por partido. Es el máximo reboteador de la historia de los Wildcats, con 1.190 rebotes, y el único jugador de su equipo en lograr 20 o más capturas en tres partidos diferentes. Fue incluido en el mejor quinteto de la Western Athletic Conference en 1975 y 1976.

### Profesional
Fue elegido en la trigésima posición del Draft de la NBA de 1976 por Phoenix Suns. pero fue cortado antes del comienzo de la competición. Tras probar con Indiana Pacers, no fue hasta el mes de enero de 1978 cuando fichó como agente libre por Seattle SuperSonics, con quienes llegó a disputar las Finales de 1978 en las que cayeron por 4-3 ante Washington Bullets. Fleming promedió esa temporada 2,0 puntos y 1,5 rebotes por partido.
Tras no ser renovado su contrato, se marchó a jugar al Basket Brescia de la liga italiana, donde jugó una temporada, en la que promedió 21,3 puntos y 9,6 rebotes por partido. Jugó posteriormente en diferentes ligas europeas y en Uruguay, antes de retirarse a los 28 años.

## Estadísticas de su carrera en la NBA

### Temporada regular
| Temporada | Edad | Equipo              | Liga | P  | TIT | MIN | TC  | TCA | %TC  | 3P | 3PA | %3P | TL  | TLA | %TL  | R.OF. | R.DEF. | REB | ASIS | ROB | TAP | PER | FP  | PTS |
| 1977-78   | 23   | Seattle SuperSonics | NBA  | 20 |     | 4.9 | 0.8 | 1.6 | .484 |    |     |     | 0.5 | 0.9 | .588 | 0.7   | 0.9    | 1.5 | 0.4  | 0.0 | 0.3 | 0.8 | 0.8 | 2.0 |
| Total     |      |                     | NBA  | 20 |     | 4.9 | 0.8 | 1.6 | .484 |    |     |     | 0.5 | 0.9 | .588 | 0.7   | 0.9    | 1.5 | 0.4  | 0.0 | 0.3 | 0.8 | 0.8 | 2.0 |

### Playoffs
| Temporada | Edad | Equipo              | Liga | P | MIN | TCA | TC | 3PA | 3P | TLA | TL | R.OF. | REB | ASIS | ROB | TAP | PER | FP | PTS | %TC  | %3P | %FT  | MIN | PTS | REB | AST |
| 1977-78   | 23   | Seattle SuperSonics | NBA  | 5 | 21  | 2   | 6  |     |    | 3   | 4  | 1     | 4   | 2    | 1   | 0   | 2   | 5  | 7   | .333 |     | .750 | 4.2 | 1.4 | 0.8 | 0.4 |
| Total     |      |                     | NBA  | 5 | 21  | 2   | 6  |     |    | 3   | 4  | 1     | 4   | 2    | 1   | 0   | 2   | 5  | 7   | .333 |     | .750 | 4.2 | 1.4 | 0.8 | 0.4 |

## Vida posterior y fallecimiento
Tras retirarse, fundó una iglesia junto con su hermano en Michigan City, siendo ordenado sacerdote en 1994. Cuatro años más tarde le fue diagnosticado un cáncer de riñón, que le causó la muerte en 2003.